# Estación de Pont-Céard
La estación de Pont-Céard es un apeadero ferroviario ubicado en la comuna de  Versoix, en el cantón de Ginebra.

## Situación
El apeadero se encuentra en el norte del núcleo urbano de Versoix. En sur de Versoix existe la estación de Versoix, la principal instalación ferroviaria de la comuna. En términos ferroviarios, el apeadero se sitúa en la línea Ginebra - Lausana, que por esta zona cuenta con tres vías debido a la intensidad del tráfico ferroviario. Tiene un único andén, a los que acceden las tres vías que pasan por la estación, y en las que paran los trenes Regio con destino Coppet o Ginebra, el único servicio ferroviario con el que cuenta la estación.
Las dependencias ferroviarias colaterales del apeadero son la estación de Versoix en dirección Ginebra y el apeadero de Mies hacia Lausana.

## Servicios Ferroviarios
En la estación sólo efectúan parada los trenes Regio que tienen con destino Coppet procedentes de Lancy-Pont-Rouge y de Ginebra:
- R Lancy-Pont-Rouge - Ginebra-Cornavin - Versoix - Coppet. Tiene una frecuencia de 30 minutos los días laborables, que asciende a una hora los fines de semana y festivos, con un amplio horario que comienza a las 5 de la mañana y finaliza pasada la medianoche.[1]